# Río Allegheny
El río Allegheny es un río del Noreste de Estados Unidos, el principal afluente del río Ohio. Tiene una longitud de 523 km y drena una cuenca de 30.000 km². Discurre por los estados de Pensilvania y Nueva York.
Nace en el condado de Potter, Pensilvania, zigzagueando al noroeste dentro de Nueva York, devolviéndose al interior de Pensilvania y uniéndose con el río Monongahela para formar el río Ohio en Pittsburgh.
Sus principales afluentes son el río Clarion (177 km), el río Kiskiminetas (228 km) y el arroyo French (188 km). Tiene varias presas que hacen el río navegable desde Pittsburgh hasta East Brady.

## Tramos protegidos
El 20 de abril de 1992 un tramo de río de 139,6 km fue declarado como río salvaje y paisajístico nacional, con la consideración de recreativo.